# لاتن
لاتن (به آلمانی: Lathen) یک شهر در آلمان است که در امسلاند واقع شده‌است. لاتن ۵٬۸۸۲ نفر جمعیت دارد.